# Герб Питкярантского района
Герб муниципального образования Питкярантский район Республики Карелия является официальным символом Питкярантского района. Герб утверждён Решением Совета Питкярантского муниципального района № 391 от 30 ноября 2016 года и внесён в Государственный геральдический регистр Российской Федерации с присвоением регистрационного номера 11198.

## История гербов
Герб Питкярантского района утверждён Решением Питкярантского городского Совета от 26 сентября 2006 года № 440 «О гербе Питкярантского муниципального района». Основой районного герба стал переработанный вариант городского герба Питкяранты 1990 года. Согласно Положению вариант герба 2006 года был описан следующим образом:
В верхней части герба на красном фоне название города — административного центра Питкярантского района. Герб района представляет собой щит, разделённый горизонтально надвое двумя волнообразными полосками золотистого цвета. Над ними на голубом фоне изображён, скрученный в виде реторты парус, бегущий по волнам, символизирующий основную хозяйственную деятельность предприятий целлюлозно-бумажной промышленности. Голубой фон и волны подчёркивают нахождение района на берегу Ладожского озера. На нижнем поле зелёного цвета изображены скомпонованные в единый знак стрелы компаса и два скрещенных горных кайла, символизирующие историю возникновения поселения с горных выработок по добыче железа, меди и существующий в настоящее время горно — промышленный комплекс по добыче гранита для производства щебня и блоков. Зелёный фон обусловлен размещением района в лесном массиве. По контуру герба проходит кант. Буквы названия города и кант — жёлтого цвета. Сочетание цветов сверху вниз составляют флаг Карелии.
Данный вариант просуществовал до сентября 2016 года. С этого момента переработанный вариант герба стал гербом Питкярантского городского поселения.

## Описание
Согласно Положению о гербе Питкярантского муниципального района нынешний вариант герба выглядит следующим образом:
В червленом (красном) поле с лазоревой (синей, голубой) вогнутой оконечностью, обременённой двумя золотыми кирками накрест, — горностаевый лев с золотыми когтями и языком и черными глазами, держащий в лапах золотую громовую стрелу; поверх деления поля и оконечности сообразно ему положен серебряный нитевидный пояс, к середине утолщающийся, а на концах закрученный в бездны от краев щита. Щит увенчан муниципальной короной установленного образца.

## Символика
Благородный горностаевый лев — напоминание о дворянском роде Орловых-Чесменских, представители которого владели усадьбой в окрестностях Салми. На гербе рода Орловых-Чесменских во второй четверти его — в червленом поле горностаевый лев с золотыми когтями и языком.
Золотая громовая стрела напоминает о богатых гидроресурсами малых реках, протекающих на территории района, и построенных на них ГЭС.
Две золотые кирки накрест напоминание о горнорудной промышленности, развитой в окрестностях Питкяранты в XIX веке, о старинных шахтах, сохранившихся до сих пор в окрестностях Питкяранты. Ныне горнорудная промышленность района представлена добычей камня и производством щебня из него.
Серебряный нитевидный пояс, к середине утолщающийся, а на концах закрученный в бездны от краев щита, — напоминание о целлюлозно-бумажной промышленности и трех предприятиях (в Питкяранте, Харлу и Ляскеля) практически в течение столетия определявших промышленное развитие края.
Сочетание лазори и червлени на гербе — напоминание о цветах герба Выборгской губернии, в которую исторически входили земли Питкярантского муниципального района.
- Червлень (красный) — храбрость, отвага, неустрашимость, напоминание о том, что в старину территория района была ареной противостояния России и Швеции, храбрости и мужестве русских воинов в старину и советских воинов в XX веке. Цвет крови героев. Кроме того, в русской традиции красный цвет ассоциируется с красотой местной природы, поскольку в древнерусской традиции красный — красивый. Червлень также напоминает о промышленном облике района, сложившемся еще в XIX — начале XX веков, поскольку, красный — это и огонь промышленного производства, и традиционный цвет труда.
- Лазоревый (синий, голубой) — бескрайние просторы Ладоги, реки с водопадами на них, сонные лесные озера.
- Серебро — чистота помыслов, духовность.
- Золото — цвет солнечного сияния.
- Корона установленного образца — статусный элемент, символизирующий ранг муниципального образования как муниципального района[4].

## Авторы герба
Герб был разработан и создан авторским коллективом в следующем составе:
- Константин Михайлович Башкиров
- Виктория Валерьевна Карпунина
- Светлана Юрьевна Штейнбах